# Pato-d'asa-azul

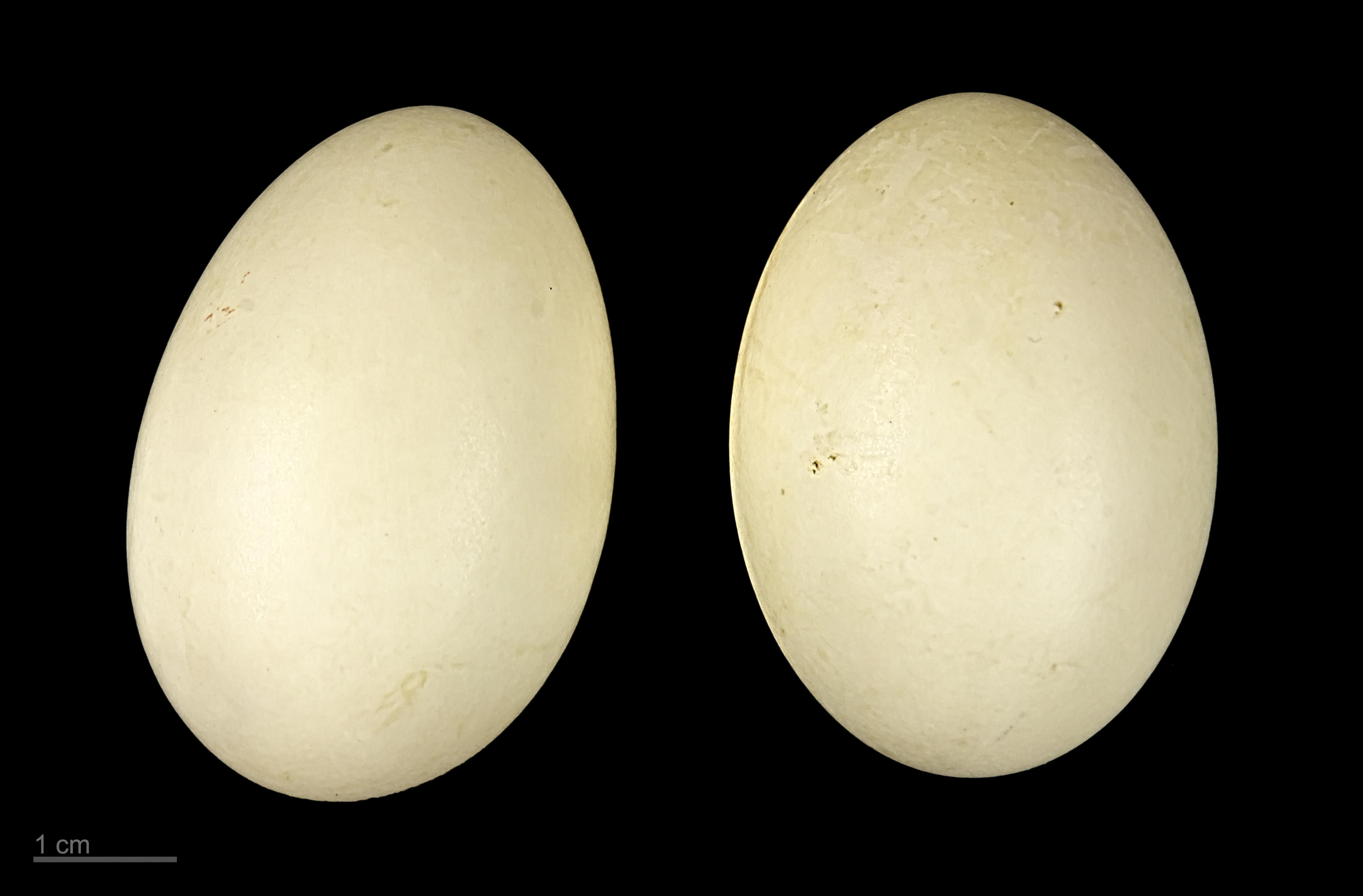
Anas discors - MHNT

O pato-d'asa-azul ou  pato-de-asa-azul (Spatula discors), também conhecida como marreca-de-asa-azul, marreca-de-asas-azuis, marreca-d'asa-azul, marreca-sará ou sará, é uma ave pertencente à família Anatidae. O macho distingue-se pelo crescente branco junto ao bico. Tanto o macho como a fêmea têm uma grande mancha azul na asa, visível em voo.
Este pato nidifica na América do Norte, ocorrendo acidentalmente na Europa.

## Subespécies
A espécie é monotípica (não são reconhecidas subespécies).